# Wilfried Delbroek
Wilfried Delbroek (ur. 25 sierpnia 1972 w Maaseik) – belgijski piłkarz grający na pozycji defensywnego pomocnika. Był reprezentantem Belgii.

## Kariera klubowa
Swoją karierę piłkarską Delbroek rozpoczynał w juniorach takich klubów jak: SSD Opoeteren (1980-1987) i Patro Eisden (1987-1991). W 1991 roku został zawodnikiem VV Overpelt-Fabriek i w sezonie 1991/1992 zadebiutował w jego barwach w trzeciej lidze belgijskiej. W sezonie 1993/1994 wywalczył z nim awans do drugiej ligi.
Latem 1995 Delbroek przeszedł do KRC Genk. W sezonie 1995/1996 wywalczył z nim awans do pierwszej ligi. W sezonie 1997/1998 został z Genkiem wicemistrzem Belgii oraz zdobył Puchar Belgii. W sezonie 1998/1999 sięgnął z Genkiem po pierwszy w historii klubu tytuł mistrza kraju. W sezonie 1999/2000 ponownie zdobył krajowy puchar, a w sezonie 2001/2002 wywalczył tytuł mistrzowski. W Genku grał do końca 2002 roku.
Na początku 2003 roku Delbroek został zawodnikiem drugoligowego Heusden-Zolder. W sezonie 2002/2003 awansował z nim do pierwszej ligi. W 2004 roku odszedł do KSK Tongeren, w którym przez dwa lata występował na szczeblu trzeciej ligi. W latach 2006–2010 był piłkarzem Cobox 76 Genk, w którym zakończył karierę.
| Sezon   | Klub                | Kraj   | Rozgrywki     | Mecze | Gole |
| ------- | ------------------- | ------ | ------------- | ----- | ---- |
| 1991/92 | VV Overpelt-Fabriek | Belgia | Derde klasse  | 2     | 0    |
| 1992/93 | VV Overpelt-Fabriek | Belgia | Derde klasse  | 19    | 0    |
| 1993/94 | VV Overpelt-Fabriek | Belgia | Derde klasse  | 19    | 0    |
| 1994/95 | VV Overpelt-Fabriek | Belgia | Tweede klasse | 29    | 0    |
| 1995/96 | KRC Genk            | Belgia | Tweede klasse | 32    | 1    |
| 1996/97 | KRC Genk            | Belgia | Eerste klasse | 31    | 2    |
| 1997/98 | KRC Genk            | Belgia | Eerste klasse | 31    | 1    |
| 1998/99 | KRC Genk            | Belgia | Eerste klasse | 32    | 1    |
| 1999/00 | KRC Genk            | Belgia | Eerste klasse | 9     | 0    |
| 2000/01 | KRC Genk            | Belgia | Eerste klasse | 30    | 0    |
| 2001/02 | KRC Genk            | Belgia | Eerste klasse | 10    | 0    |
| 2002/03 | KRC Genk            | Belgia | Eerste klasse | 1     | 0    |
| 2002/03 | Heusden-Zolder      | Belgia | Tweede klasse | 8     | 0    |
| 2003/04 | Heusden-Zolder      | Belgia | Eerste klasse | 24    | 0    |
| 2004/05 | KSK Tongeren        | Belgia | Derde klasse  | 27    | 1    |
| 2005/06 | KSK Tongeren        | Belgia | Derde klasse  | 22    | 0    |
| 2006/07 | Cobox 76 Genk       | Belgia | V liga        | ?     | ?    |
| 2007/08 | Cobox 76 Genk       | Belgia | V liga        | ?     | ?    |
| 2008/09 | Cobox 76 Genk       | Belgia | V liga        | ?     | ?    |
| 2009/10 | Cobox 76 Genk       | Belgia | VI liga       | ?     | ?    |

## Kariera reprezentacyjna
W reprezentacji Belgii Delbroek zadebiutował 3 lutego 1999 w wygranym 1:0 towarzyskim meczu z Cyprem, rozegranym w Limassolu, gdy w 82. minucie zmienił Philippe'a Clementa. W kadrze narodowej rozegrał 5 meczów, wszystkie w 1999 roku.